# Kardynałek czubaty
Kardynałek czubaty (Paroaria coronata) – gatunek małego ptaka z rodziny tanagrowatych (Thraupidae), zamieszkujący Amerykę Południową od Boliwii i południowej części Brazylii po środkową Argentynę. Nie wyróżnia się podgatunków. Ze względu na atrakcyjny wygląd i ładny śpiew jest chętnie hodowany w niewoli. Do Europy został sprowadzony po raz pierwszy już w 1783 roku. Introdukowany na Hawaje.

## Morfologia

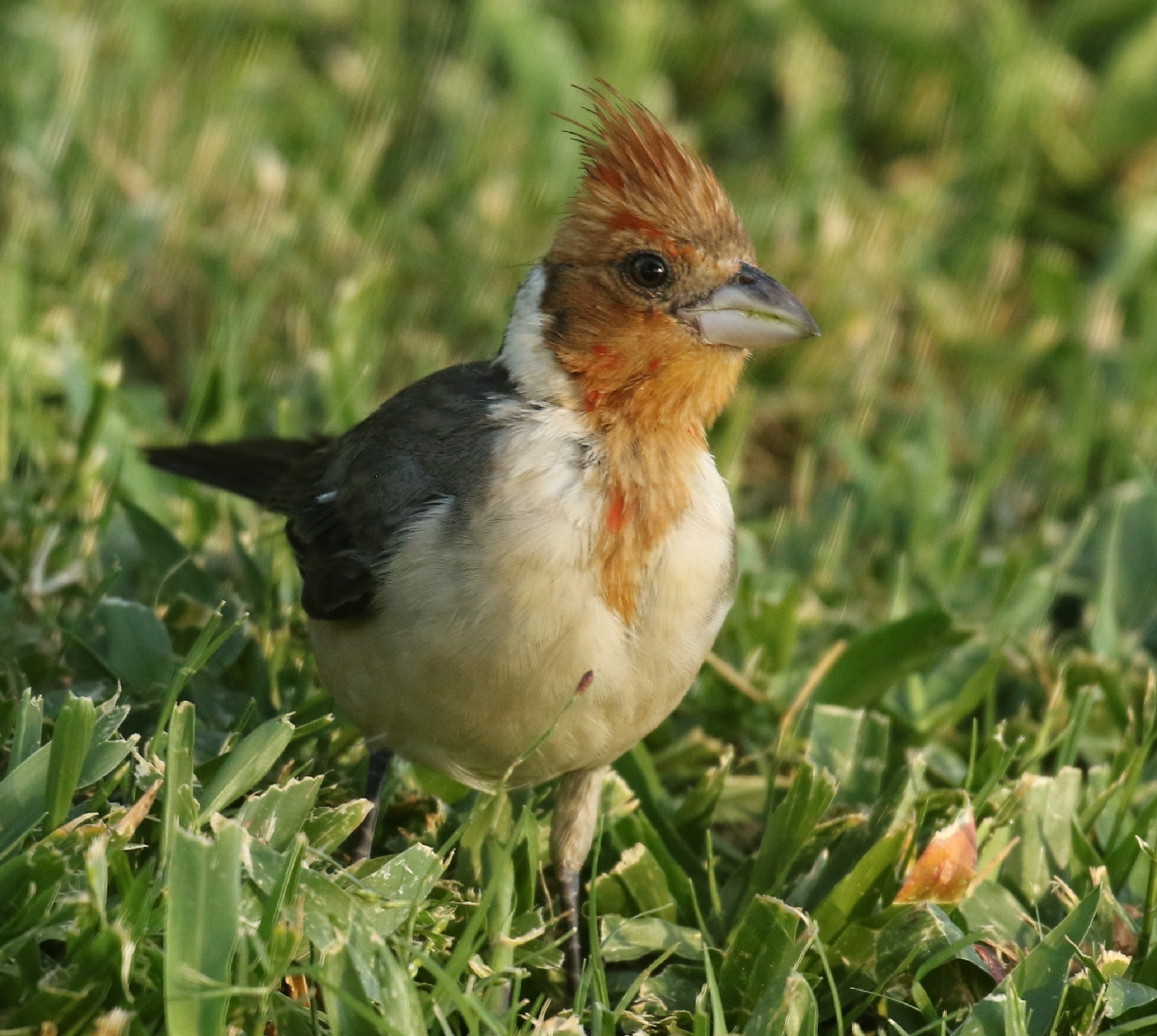
Osobnik młodociany (Hawaje)

WyglądDymorfizm płciowy w upierzeniu nie jest widoczny. Zarówno samce jak i samice mają jaskrawoczerwony przód głowy, gardło oraz czubek, który stroszą zaniepokojone. Spód ciała jest biały, natomiast wierzch, lotki i sterówki stalowoszare. Młode ptaki mają całą głowę brązową, a wierzch ciała brunatny. Upierzenie ptaka dorosłego osiągają w drugim roku życia.
Wymiary średniedługość ciała ok. 19 cm
długość skrzydła 9,5 cm
długość ogona 7–8 cm

## Ekologia i zachowanie
BiotopSubtropikalne obszary pokryte zaroślami, często w miejscu wyciętego lub zdegradowanego lasu. Nie stroni od sąsiedztwa człowieka.
PożywienieGłównie pokarm roślinny: nasiona i pąki drzew i krzewów, w okresie lęgowym młode karmi także owadami.
RozmnażanieGody kardynałków czubatych są dość osobliwe. Samiec wykonuje wokół samicy taniec z gałązką w dziobie, rozpościerając skrzydła i ogon. Gniazdo buduje w gęstych zaroślach, gdzie samica składa 3–6 jaj, które zazwyczaj wysiaduje sama, choć czasem samiec bierze udział w wysiadywaniu. Pisklęta wykluwają się po 15 dniach, a 17 dni później opuszczają gniazdo. Rodzice dokarmiają je jeszcze przez 3 tygodnie.

## Status
W Czerwonej księdze gatunków zagrożonych IUCN kardynałek czubaty nieprzerwanie od 1988 roku klasyfikowany jest jako gatunek najmniejszej troski (LC, Least Concern). Liczebność populacji nie została oszacowana, ale ptak ten opisywany jest jako dość pospolity. Ze względu na brak dowodów na spadki liczebności bądź istotne zagrożenia dla gatunku BirdLife International uznaje trend liczebności populacji za stabilny.